# Sclerophaedon daccordii
Sclerophaedon daccordii – gatunek chrząszcza z rodziny stonkowatych i podrodziny Cryptocephalinae.
Gatunek ten opisany został w 2006 roku przez Igora K. Łopatina na podstawie pojedynczego samica. Epitet gatunkowy nadano na cześć Mauro Daccordiego.
Chrząszcz o szeroko zaokrąglonym ciele długości 3,6 mm, półtora raza dłuższym niż pośrodku pokryw szerokim. Wierzch ciała ubarwiony czarno ze słabym spiżowym połyskiem. Barwa czułków smoliście brązowa, wargi górnej, głaszczków i stóp rudawa. Punktowanie czoła głębokie, nadustka mniejsze i rzadsze niż na czole, przedpiersia bardzo gęste i głębokie, przedplecza rzadkie i nieregularne, przy czym wielkość punktów taka jak na czole. Nasada przedplecza jest 1,9 raza szersza niż jego długość, jego przednie kąty są zaokrąglone, a tylne proste. Dysk przedplecza z bardzo delikatnym szagrynowaniem. Każda z 2,5 raza dłuższych od przedplecza pokryw ma 9 rządków dużych punktów, wyraźnych aż po wierzchołki.
Owad znany tylko z Gansu w Chinach.